# Detroit (Alabama)
Detroit é uma cidade  localizada no estado americano do Alabama, no Condado de Lamar.

## Demografia
Segundo o censo americano de 2000, a sua população era de 247 habitantes.
Em 2006, foi estimada uma população de 228, um decréscimo de 19 (-7.7%).

## Geografia
De acordo com o United States Census Bureau, a localidade tem uma área de 3,5 km², sem área coberta por água. Detroit localiza-se a aproximadamente 110 m acima do nível do mar.

## Localidades na vizinhança
O diagrama seguinte representa as localidades num raio de 24 km ao redor de Detroit.